# Show Tracks
Show Tracks è il settimo EP realizzato dal disc jockey e produttore discografico statunitense Skrillex.

## Descrizione
L'EP è composto da due tracce che Moore utilizza da diversi anni nei suoi live e che giravano da altrettanto tempo su internet.

## Tracce
1. Fuji Opener (feat. Alvin Risk)
2. Mumbai Power (feat. Beam)